# Rivolta dei sacerdoti
La rivolta dei sacerdoti  (in maltese: Ir-Rewwixta tal-Qassisin), nota anche come rivolta dei preti, ribellione maltese del 1775 e ribellione del settembre del 1775, fu una rivolta guidata dal clero maltese contro i Cavalieri Ospitalieri che detenevano la sovranità su Malta. La rivolta ebbe luogo l'8 settembre 1775, ma venne soppressa dai cavalieri dell'Ordine nel giro di poche ore. I ribelli vennero catturati ed alcuni di loro giustiziati, esiliati o imprigionati.

## Antefatto
Le cause della rivolta risalirebbero al 1773 quando Francisco Ximenes de Texada venne eletto gran maestro dell'Ordine di Malta alla morte di Manuel Pinto de Fonseca. Alla sua elezione, Ximenes trovò i fondi del tesoro dell'Ordine completamente dilapidati e pertanto introdusse delle misure di riduzione delle spese e un aumento della tassa sul grano, cosa che lo rese estremamente impopolare sia al clero che alla gente comune.
Successivamente Ximenes emise un editto che bandiva la caccia alla lepre e si oppose al vescovo Giovanni Carmine Pellerano ed al clero. Altri eventi crearono tensioni tra il clero e l'Ordine.

## La rivolta
Per le tensioni createsi tra l'Ordine ed il clero maltese, nonché la negativa opinione che la popolazione aveva di Ximenes, alcuni sacerdoti guidati da don Gaetano Mannarino iniziarono a complottare contro l'Ordine. Questi scelsero la data dell'8 settembre come giorno per l'inizio della rivolta, quando le navi della Marina nazionale si trovavano in mare assieme a quelle della Marina spagnola e La Valletta non era ben difesa. Un totale di 28 sacerdoti ed un gran numero di laici vennero coinvolti nella rivolta.

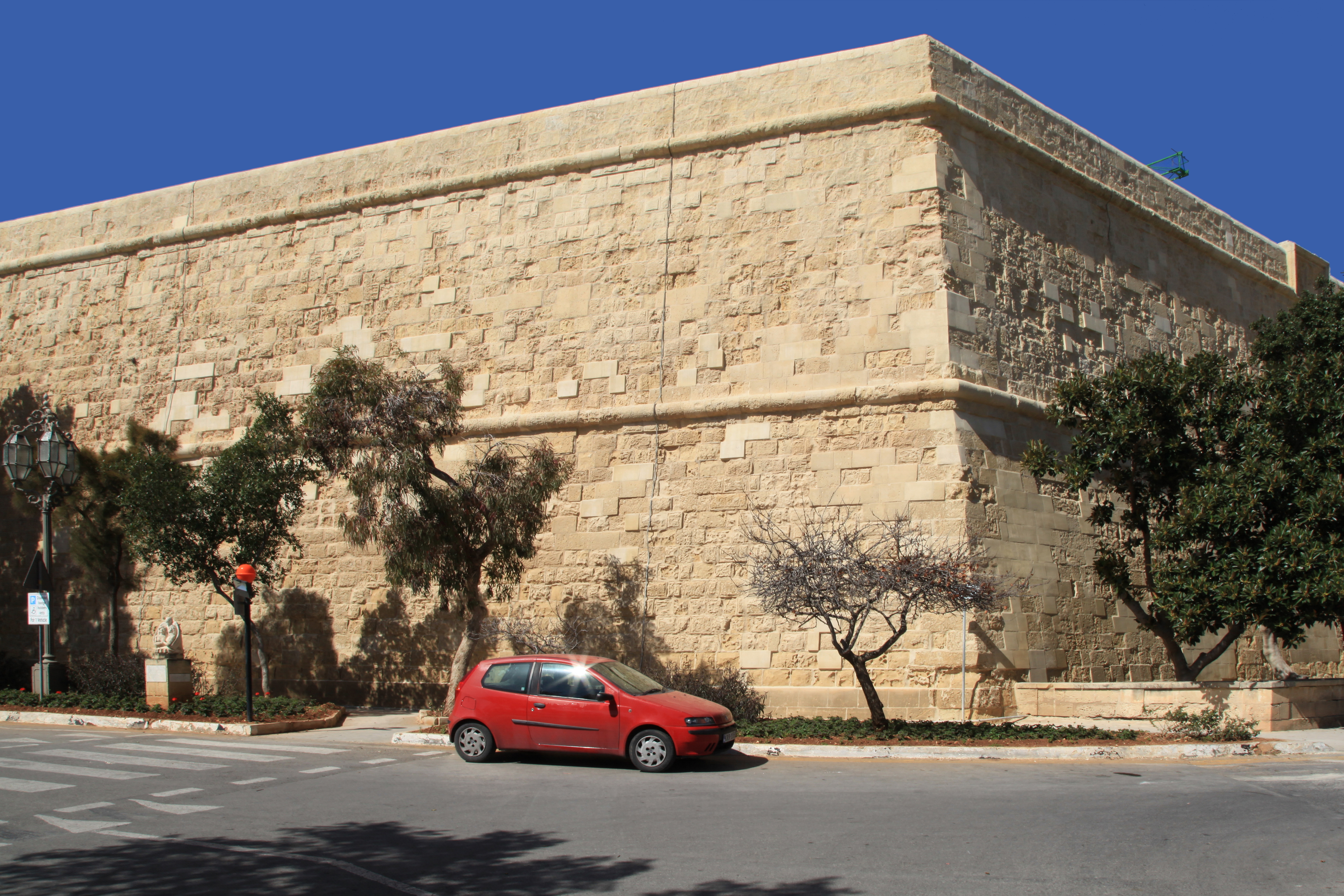
Il muraglione di San Giacomo che venne preso d'assalto dai ribelli

L'8 settembre 1775, giorno della rivolta, solo 18 dei 28 sacerdoti che avevano promesso di partecipare agli scontri si presentarono al quartier generale dei rivoltosi. Malgrado ciò, Mannarino decise comunque di procedere coi piani come stabilito. Un gruppo di 13 si sarebbe diretto su Forte Sant'Elmo a nord de La Valletta, mentre il resto dei ribelli avrebbe catturato il muraglione di San Giacomo sul lato opposto della città. In entrambi i casi l'ordine era quello di abbassare le insegne del Sovrano Militare Ordine di Malta e di sostituirle con quello di San Paolo.
Quando la rivolta esplose, Ximenes convocò il Consiglio di Stato per capire come meglio reprimere la rivolta. Il Consiglio inviò il Vicario Generale a sentire le richieste dei ribelli, che si accordarono per negoziare. Ad ogni modo, ad un certo punto, un gruppo di rivoltosi si mise a minacciare di far esplodere il magazzino della polvere da sparo di forte Sant'Elmo, fatto che avrebbe certamente causato danni enormi al forte ed alle fortificazioni della città. Per questo motivo, l'Ordine decise di riprendere le fortificazioni catturate con la forza. Sant'Elmo venne preso dopo un breve scontro armato, mentre quello di San Giacomo si arrese poco dopo. Dei 18 sacerdoti coinvolti nello scontro, solo 12 rimasero ai loro incarichi dopo la fine della rivolta.

## Conseguenze
Dopo la resa, i ribelli vennero imprigionati al Forte di Sant'Elmo. I primi processi ebbero inizio nell'ottobre del 1775 e 3 persone vennero giustiziate mediante strangolamento. I processi continuarono sino alla morte dello stesso Ximenes avvenuta il 4 novembre. I ribelli rimasti vennero imprigionati, esiliati oppure sollevati dalle accuse.
Il leader della rivolta, don Mannarino, venne condannato al carcere a vita. Venne rilasciato nel 1798 assieme ad altri prigionieri politici durante l'occupazione francese dell'isola e morì nel 1814, all'età di 81 anni.